# 10747 Köthen
10747 Köthen è un asteroide della fascia principale. Scoperto nel 1989, presenta un'orbita caratterizzata da un semiasse maggiore pari a 2,2391639 UA e da un'eccentricità di 0,1161606, inclinata di 3,49540° rispetto all'eclittica.
È intitolato alla città di Köthen, in Germania.